# ناظم حسین صدیقی
ناظم حسین صدیقی (انگلیسی: Nazim Hussain Siddiqui؛ زادهٔ ۳۰ ژوئن ۱۹۴۰ – درگذشتهٔ ۱۵ ژانویهٔ ۲۰۲۲) قاضی اهل پاکستان بود. وی از سال ۲۰۰۳ تا ۲۰۰۵ قاضی ارشد پاکستان بوده‌است.